# Eastern-Provincial-Airways-Flug 102
Auf dem Eastern-Provincial-Airways-Flug 102 (Flugnummer: PV102, Funkrufzeichen: PROVINCIAL 102) ereignete sich am 17. März 1965 ein schwerer Flugunfall. An diesem Tag verunglückte eine Handley Page HPR-7 Dart Herald 202 der Eastern Provincial Airways (CF-NAF), mit der ein Inlandslinienflug innerhalb der kanadischen Ostprovinzen vom Greater Moncton International Airport zum St. John’s International Airport durchgeführt wurde. Die Maschine brach im Flug auseinander, wobei alle acht an Bord befindlichen Personen getötet wurden. Es handelte sich um den ersten tödlichen Zwischenfall einer Handley Page Herald.

## Maschine
Bei der betroffenen Maschine handelte es sich um eine Handley Page HPR-7 Dart Herald 202 mit der Seriennummer 160, die zum Zeitpunkt des Unfalls drei Jahre alt war. Die Maschine hatte ihren Erstflug am 2. März 1962 absolviert. Die Maschine trug das Luftfahrzeugkennzeichen CF-NAF. Das zweimotorige Kurzstrecken-Passagierflugzeug war mit zwei Turboproptriebwerken des Typs Rolls-Royce Dart 527 ausgestattet. Bis zum Zeitpunkt des Unfalls hatte die Maschine eine Gesamtbetriebsleistung von 4.135 Betriebsstunden absolviert.
In der Wartungshistorie der Maschine gab es keine Hinweise auf strukturelle Beschädigungen oder Schäden an den Triebwerken oder der Flugzeugsteuerung. Es war lediglich ein Auftreten von Vibrationen im Heckbereich vermerkt.

## Passagiere und Besatzung
Den Flugabschnitt vom Flughafen Halifax zum J.A. Douglas McCurdy Airport in Sydney in der heutigen Cape Breton Regional Municipality hatten fünf Passagiere angetreten. Es befand sich eine dreiköpfige Besatzung an Bord, bestehend aus einem Flugkapitän, einem Ersten Offizier und einer Flugbegleiterin. Der 45-jährige Flugkapitän verfügte über 20.200 Stunden Flugerfahrung, wovon er über 1.000 Stunden mit der Handley Page Dart Herald geflogen war. Der 42-jährige Erste Offizier hatte 11.960 Stunden Flugerfahrung, auch er war über 1.000 Stunden mit der Handley Page Dart Herald geflogen.

## Flugplan
Der Flugplan des Eastern-Provincial-Airways-Fluges 102 sah einen Flug vom Flughafen Moncton in New Brunswick zum Flughafen St. John’s in Torbay, Neufundland, vor. Auf dem Weg waren sieben Zwischenstopps vorgesehen: zunächst auf Prince Edward Island die Flughäfen Summerside und Charlottetown, dann in Nova Scotia die Flughäfen New Glasgow und Halifax sowie der J.A. Douglas McCurdy Sydney Airport und schließlich in Neufundland die Flughäfen Deer Lake und Gander. Der Unfall ereignete sich auf dem fünften Flugabschnitt des Fluges.

## Wetter
Am Unfalltag herrschten günstige Wetterbedingungen. Die Sichtweite am Flughafen Halifax betrug 20 Meilen (ca. 32 Kilometer). Die Temperaturen betrugen 26 °F (ca. −3 °C), vereinzelt befanden sich in 12.000 Fuß (ca. 3.660 Meter) Höhe Wolken am Himmel. Der Wind wehte aus 30 Grad mit 14 Meilen pro Stunde (ca. 22,5 km/h). Es gab keinerlei stärkere Windscherungen in der Region, sodass auf der Flugstrecke höchstens leichte Turbulenzen zu erwarten waren.

## Flugverlauf
Die Maschine hob um 06:35 Uhr Ortszeit in Moncton ab. Der Flug verlief routinemäßig, in Halifax wurde ein 36-minütiger Zwischenstopp eingelegt, bei dem die Maschine betankt wurde. Um 9:10 Uhr startete die Maschine von der dortigen Startbahn 33 zum Weiterflug nach Sydney. Die Piloten erhielten die Anweisung, nach dem Start eine Rechtskurve zu fliegen und auf 13.000 Fuß zu steigen. Um 09:15 Uhr kontaktierte die Besatzung die Flugsicherung ein letztes Mal und gab als ihre planmäßige Ankunftszeit für Sydney 9:59 Uhr an.

## Unfallhergang
Als die Maschine nach einem Flug ohne jegliche Zwischenfälle bei dem 26 Meilen nordöstlich des Flughafens Halifax gelegenen Ort Musquodoboit von 11.500 auf 12.000 Fuß stieg, brach sie plötzlich binnen weniger Sekunden auseinander. Insgesamt 19 Zeugen am Boden gaben in späteren Vernehmungen zu Protokoll, dass sie ein ungewöhnliches, lautes Geräusch vernommen und gesehen hätten, wie von einem in östlicher Richtung fliegenden Flugzeug zunächst das Leitwerk und anschließend die Cockpitsektion abbrachen, ehe die Trümmer binnen 45 bis 60 Sekunden um 09:22 Uhr Ortszeit zu Boden stürzten. Das Wrack stürzte in ein dicht bewaldetes Gebiet. Alle acht Insassen der Maschine verloren bei dem Absturz ihr Leben.

## Unfalluntersuchung
Bei der medizinischen Untersuchung der Absturzopfer wurden Spuren von Kohlenmonoxid vorgefunden, woraufhin zunächst eine These aufgestellt wurde, die Besatzung könnte im Flug handlungsunfähig geworden sein. Diese These wurde später wieder verworfen, als klinische Tests ergaben, dass die Konzentration des Kohlenmonoxids im Blut der Opfer nicht hoch genug war, um eine Handlungsunfähigkeit herbeizuführen. Letztlich wurde als vermutliche Quelle des Kohlenmonoxids ein Heizrohr identifiziert, das am Flughafen Halifax an die Kabinentür gehängt worden war, um ein Auskühlen des Cockpits im Stand zu vermeiden.
Bei der Untersuchung der Wrackteile wurde festgestellt, dass die Unterseite des Rumpfes der Maschine im Inneren seit längerer Zeit fortschreitender Korrosion ausgesetzt gewesen war. Im Flug riss die Unterseite des Rumpfes entlang des 32. Stringers, und damit entlang der Mittellinie der Rumpfunterseite, beginnend etwa ab dem Übergang vom Cockpit zum Kabinenbereich nach hinten auf. Das Strukturversagen im Flug schritt von vorne nach hinten fort. Die Rumpfhülle verformte sich dabei so sehr, dass sie schließlich von einem der Propeller getroffen wurde.
Auch dem Hinweis auf Vibrationen im Heck wurde intensiv nachgegangen, zumal festgestellt wurde, dass die linke Höhenflosse noch vor dem Seitenleitwerk und dem Rumpf hinter dem hinteren Druckschott von der Maschine abgebrochen war. Es wurde daher zunächst angenommen, dass das Strukturversagen vom Heck ausgegangen sei. Da am Anfang des Trümmerfeldes keine kleinen Wrackteile aus dem Heckbereich vorgefunden wurden, wurde diese These letztlich verworfen.
Die exakte Ursache und Art der Korrosion konnten letztlich nicht bestimmt werden.

## Kontext
Weniger als einen Monat später ereignete sich ein weiterer Flugunfall einer Handley Page Herald, als eine Maschine der Alia Royal Jordanian Airlines bei Damaskus abstürzte. Bei diesem schwersten Flugunfall mit diesen Flugzeugtyp mit 54 Toten wurde ebenfalls ein Strukturversagen festgestellt, welches allen Erkenntnissen nach ebenfalls im Rumpf zwischen Cockpit und Kabinenbereich seinen Anfang genommen hatte.